# NGC 7251
NGC 7251 (другие обозначения — PGC 68604, MCG −3-57-2, IRAS22177-1601) — спиральная галактика (Sa) в созвездии Водолей.
Этот объект входит в число перечисленных в оригинальной редакции «Нового общего каталога».